# 윤옥희
윤옥희(尹玉姬, 1985년 3월 1일 ~ )는 대한민국의 양궁 선수이다.
예천동부초등학교, 예천여자중학교, 예천여자고등학교를 졸업하고, 현재 경북 예천군청에 소속되어 있다.
2008년 베이징 올림픽에서 국가대표로선발되어 여자 양궁 단체전에서 주현정, 박성현과 함께 금메달을 획득하였다. 개인전에서는 4강에서 중국의 장 쥐안쥐안에게 패배하여 치러진 3,4위전에서 조선민주주의인민공화국의 권은실을 상대로 승리해 동메달을 획득하였다. 2009년 세계선수권대회에서도 국가대표로선발되어 여자 단체전에서 금메달을 획득하였다.
2010년 광저우 아시안 게임에서 단체전과 개인전을 석권하여 2관왕을 달성했다.
2006년 봉준호 감독의 영화 괴물의 양궁 경기 장면에서 배두나의 상대역으로 잠깐 등장하기도 했다.

## 출신 학교
- 예천동부초등학교
- 예천여자중학교
- 예천여자고등학교

## CF
- 2010년 Wii Sports Resort - 한국닌텐도

## 같이 보기
- 궁술
- 대한민국 양궁 선수 목록